# Joachim Barckhausen
Joachim Barckhausen (* 8. April 1906 in Egeln; † 1978 in West-Berlin) war ein deutscher Schriftsteller, Übersetzer und Drehbuchautor.

## Leben und Werk
Joachim Barckhausen wurde in einen landwirtschaftlichen Betrieb in der Nähe von Magdeburg geboren. Sein Vater war Pächter des Klosterguts Marienstuhl. Im Alter von 10 Jahren kam Barckhausen nach Goslar und besuchte dort das Ratsgymnasium. In dieser Zeit wohnte er in einem von der Klosterkammer Hannover für auswärtige Söhne von Pastoren oder Landwirten eingerichteten Internat in der Schwiecheldtstraße in Goslar. Schon früh soll er sich für Literatur interessiert und als Berufswunsch Schriftsteller angegeben haben. In seinem Tagebuch aus dem Jahre 1922 erweist er sich als Nietzsche-Anhänger, Demokratiefeind und Antisemit. Als das Internat 1923 aus wirtschaftlichen Gründen schließen musste, verließ Barckhausen ohne Abitur die Stadt.
1932 erschien unter dem Titel Einsamkeit en gros ein kleiner Band mit Gedichten. Unklar ist, wann Barckhausen Lektor des Schützen-Verlages in Berlin wurde, der zwischen 1935 und 1949 nachgewiesen ist. In diesem Verlag veröffentlichte Barckhausen einige seiner historischen Sachbücher und Romane, zuerst 1935 Das gelbe Weltreich. Lebensgeschichte einer Macht, 1938 gefolgt von Männer und Mächte am Bosporus. Abdul Hamid und seine Zeit, 1939 den Roman Panik in Arranca und 1942 zusammen mit Hans Springer Männer gegen Stein und Stahl. 5000 Jahre Kampf um Festungen. Sein bekanntestes Buch ist der 1941 erschienene biografische Roman Ohm Krüger über den Burenführer Paul Kruger. Er wurde mehrfach übersetzt. Der bei der UFA produzierte Film mit Emil Jannings diente den Nationalsozialisten als antibritischer Propagandafilm. Er ist als Vorbehaltsfilm eingestuft und wird heute nur im Zusammenhang mit einem Vortrag gezeigt, steht aber für wissenschaftliche Zwecke bei der Friedrich-Wilhelm-Murnau-Stiftung in Wiesbaden zur Verfügung.
1937 heiratete Barckhausen die Schriftstellerin Elfriede Brüning, die als KPD-Mitglied ab 1935 für 2 Jahre inhaftiert war. Die Ehe endete 1947. Ihre 1942 geborene Tochter ist die Schriftstellerin Christiane Barckhausen. Barckhausen, der unter einer starken Einschränkung seiner Sehfähigkeit litt, heiratete erneut eine seiner Pflegerinnen. Aus dieser Beziehung gingen zwei Töchter hervor.
Über seine politische Einstellung während der Zeit des Nationalsozialismus äußerte Barckhausen sich rückblickend im Jahr 1973: „Er [Alexander Stenbock-Fermor, mit dem Barckhausen befreundet war] gehörte, ebenso wie ich, zu der nicht kleinen Schicht, die das 'Dritte Reich' von Anfang an haßte, es aber doch in der Heimat irgendwie überlebte. Wir kämpften, jeder auf seine Weise, gegen den Terrorstaat und seine menschenfeindliche Ideologie, ohne daß ihn unser Kampf zu zerschlagen vermochte.“
Seine Ehefrau Elfriede Brüning konkretisierte seine Haltung in ihren 1994 erschienenen Lebenserinnerungen wie folgt: „J.B. war kein Kommunist; politisch stand er allenfalls dem 'Weltbühnen'-Kreis nahe, was in einer Zeit, da das ganze Land von Uniformträgern beherrscht wurde, immerhin schon bedeutsam war und ihn mir nahe brachte. [...] Aber J.B.? Wie hastig hatte er die Materialien, die mir Martin zugesteckt hatte, im Klo hinuntergespült, und wie ängstlich war er schon, wenn wir nur den ausländischen Sender abhörten.“
Nach 1945 arbeitete Barckhausen als Drehbuchautor in Ost-Berlin, lebte aber im Westteil der Stadt. Obwohl seine bis 1945 erschienenen Bücher als „völkisch“ klassifiziert auf die Liste der auszusondernden Literatur der Deutschen Verwaltung für Volksbildung aufgenommen worden waren und aus den Beständen der Bibliotheken entfernt werden sollten, konnte sich Barckhausen mehrere Jahre lang durchaus erfolgreich als Drehbuchautor der DEFA betätigen. 1950 erschien der von ihm und Elfriede Brüning bereits vor 1945 konzipierte Film über den Mediziner Ignaz Philipp Semmelweis. Meist zusammen mit Graf Alexander Stenbock-Fermor verfasste er die Drehbücher der Filme Grube Morgenrot (1948), Familie Benthin (1950), Karriere in Paris (1952), Das Mädchen mit den Schwefelhölzern (1953), Das Fräulein von Scuderi (1955), Tilman Riemenschneider (1958) und Mord ohne Sühne (1962). 1975 verfasste er ein Nachwort zur im Ost-Berliner Verlag der Nation erscheinenden Autobiografie des „roten Grafen“ Alexander Stenbock-Fermor, nachdem dieser vor Fertigstellung verstorben war.
Barckhausen verstarb 1978 im Alter von 72 Jahren in West-Berlin.

## Bibliografie
- Einsamkeit en gros. Gedichte. Zwei Säulen Verlag, Limburg an der Lahn 1932, 30 S.
- Das gelbe Weltreich: Lebensgeschichte einer Macht. Schützen-Verlag, Berlin 1935, 291 S. (über Dschingis Khan).
- Männer und Mächte am Bosporus: Abdul Hamid und seine Zeit. Schützen-Verlag, Berlin 1938, 313 S.
- Panik in Arranca. Roman. Schützen-Verlag, Berlin 1939, 219 S.
- Ohm Krüger: Roman eines Kämpfers. Buchwarte-Verlag, Berlin 1941, 416 S.
  - Holländisch: Oom Paul: De roman van een leven van strijd. Übersetzt von W. Vinkhuijzen. Oceanus, Den Haag 1942, 351 S.
  - Dänisch: Gamle Krüger Übersetzt Jacob Bech Nygaard. Erichsen, København 1942, 278 S.-
  - Afrikaans: Manic Ackermann: Oom Paul: 'n roman. Afrikaanse Pers-Boekhandel, Johannesburg 1964, 255 S.
- mit Hans Springer: Männer gegen Stein und Stahl: 5000 Jahre Kampf um Festungen. Schützen-Verlag, Berlin 1942, 179 S.
- mit Alexander Stenbock-Fermor: Semmelweis: Retter der Mütter. Ein Film. Deutscher Filmverlag, Berlin 1950, 157 S.
- mit Sava Bosulka: Natalie: Serbiens verstossene Königin oder Die Geheimnisse des Residenzschlosses von Belgrad. Sensations-Roman. Exhumiert u. aufpoliert von Joachim Barckhausen. Mit 32 Originalill. aus d. Urfassung, Sponholtz-Verlag, Hannover 1968, 496 S.
- Alexander Stenbock-Fermor: Der rote Graf: Autobiographie. Mit einem Epilog von Joachim Barckhausen. Verlag der Nation, Berlin 1975.

Übersetzungen
- 1936 William Thomi: Das Zauberboot. Roman. Schützen-Verlag, Berlin 1936, 360 S.
- 1937 Marina Yurlova: Kosak Maria: Erinnerungen einer Frontkämpferin aus Krieg und Revolution. Schützen-Verlag, Berlin 1937, 307 S.

## Filmografie
- 1948: Grube Morgenrot (Drehbuch mit Alexander Graf Stenbock-Fermor)
- 1950: Mutter Courage und ihre Kinder (nicht realisiert)
- 1950: Semmelweis – Retter der Mütter (Drehbuch mit Elfriede Brüning)
- 1950: Familie Benthin (Dramaturgie)
- 1952: Karriere in Paris (Szenario mit Alexander Graf Stenbock-Fermor)
- 1953: Das Mädchen mit den Schwefelhölzern (Drehbuch, Fernsehfilm)
- 1954: Himmlische Musik (Drehbuch mit Paul Gordon; Dokumentarfilm)
- 1955: Das Fräulein von Scuderi
- 1958: Tilman Riemenschneider (Drehbuch)
- 1962: Mord ohne Sühne (Drehbuch mit Alexander Graf Stenbock-Fermor)